# 칼 8세

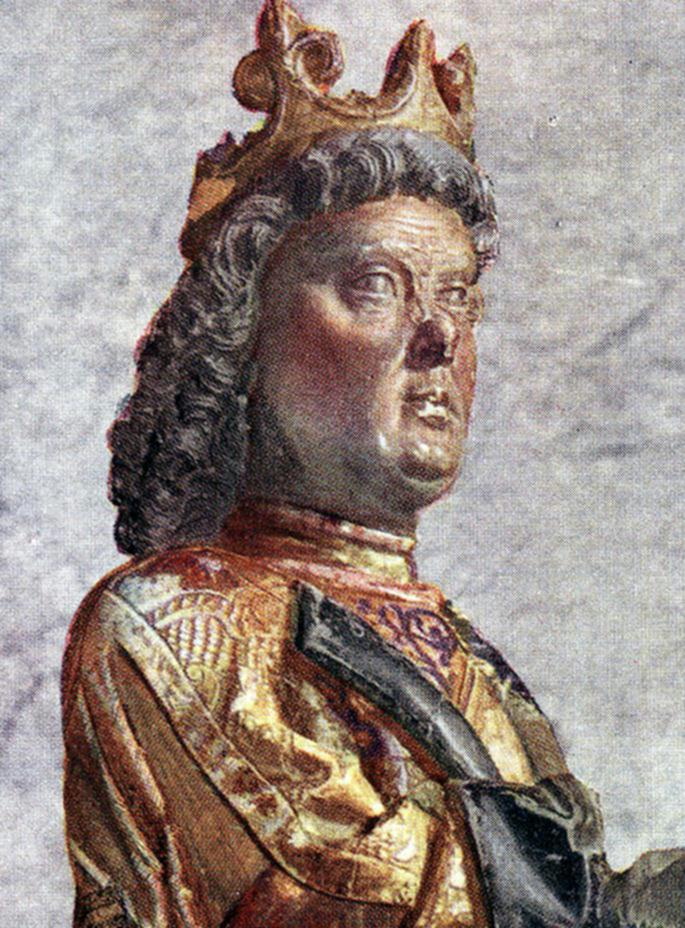
칼 8세

칼 8세(스웨덴어: Karl VIII, 1409년 10월 5일 ~ 1470년 5월 14일) 또는 칼 크누트손(스웨덴어: Karl Knutsson)은 스웨덴의 국왕(재위: 1448년 6월 20일 ~ 1457년 2월 24일, 1464년 8월 9일 ~ 1465년 1월 30일, 1467년 11월 12일 ~ 1470년 5월 15일)이자 노르웨이의 국왕(재위: 1449년 11월 20일 ~ 1450년 6월)이다. 노르웨이의 국왕 칼 1세(노르웨이어: Karl I)에 해당한다.

## 생애
스웨덴의 귀족 가문인 본데 가문(Bonde) 출신이다. 1409년 10월 5일 웁살라에 위치한 에크홀멘 성(Ekholmen)에서 크누트 토르드손 본데(Knut Tordsson Bonde)와 마르가레타 칼스도테르(Margareta Karlsdotter)의 아들로 태어났다.
1434년 스웨덴 추밀원 의원으로 위촉되었으며 같은 해 10월에는 가장 중요한 직위였던 스웨덴 고등추밀원 의원으로 위촉되었다. 당시 스웨덴의 귀족들 사이에서는 포메라니아의 에리크(스웨덴의 에리크 13세) 국왕에 대한 불만이 높았다. 1436년에는 왕실 군단장(Rikshövitsman)으로 임명되었고 엥엘브렉트 엥엘브렉트손(Engelbrekt Engelbrektsson)의 반란 이후에는 1438년부터 1440년까지 섭정 역할을 수행했다.
1440년 크리스토페르 3세가 포메라니아의 에리크의 뒤를 이어 덴마크, 노르웨이, 스웨덴의 국왕으로 즉위하면서 섭정 자리에서 물러났다. 1441년 9월 크리스토페르 3세의 대관식이 거행되면서 기사 작위를 받았고 이와 동시에 법무부 장관(Riksdrots)에 임명되었다. 1441년 10월에는 법무부 장관에서 사임하면서 고등추밀원 의원으로 다시 위촉되었다. 1442년에는 핀란드 비푸리(현재의 러시아 비보르크)의 군정장관(hövitsman)으로 임명되었다.
1448년 6월 20일 덴마크, 노르웨이, 스웨덴의 크리스토페르 3세 국왕이 후사 없이 사망하면서 스웨덴의 국왕으로 선출되었으며 1448년 6월 29일에는 웁살라에서 스웨덴 국왕 대관식을 치렀다. 이는 그가 지휘하던 군단이 웁살라를 거점으로 삼고 있었기 때문에 스웨덴의 섭정이었던 벵트 욘손(Bengt Jönsson), 닐스 욘손(Nils Jönsson)의 뜻에 어긋난 행동이었다.
1449년 11월 20일에는 트론헤임에서 노르웨이 국왕 대관식을 치르면서 노르웨이의 국왕으로 즉위했다. 그렇지만 1448년 9월에 덴마크의 국왕으로 선출된 크리스티안 1세는 노르웨이의 국왕으로 즉위하기를 원했다. 1450년 6월 칼 8세는 스웨덴의 귀족들의 압력으로 인해 크리스티안 1세에게 노르웨이의 국왕 자리를 물려주고 퇴위하게 된다.
1451년부터 스웨덴과 덴마크는 전쟁 상태에 들어갔다. 특히 덴마크와의 전쟁으로 인해 황폐화된 스웨덴에서는 칼 8세 국왕에 반대하는 세력들이 등장했다. 특히 칼 8세 국왕에 크게 저항했던 세력인 스웨덴의 교회는 칼 8세 국왕의 중앙집권주의에 반대했다. 또한 스웨덴의 국왕 선출을 위한 선거에서 패배한 옥센셰르나 가문(Oxenstierna), 바사 가문(Vasa)도 저항 세력에 동조했다.
1457년에는 옥센셰르나 가문 출신의 주교인 옌스 벵트손(Jöns Bengtsson), 옥센셰르나 가문 출신의 귀족인 에리크 악셀손 토트(Erik Axelsson Tott)가 일으킨 반란으로 인해 단치히(현재의 폴란드 그단스크)로 추방당했다. 2명의 반란 지도자들은 덴마크의 국왕인 크리스티안 1세를 스웨덴의 국왕으로 선출했다.
1463년에는 덴마크의 크리스티안 1세 국왕이 세금 정책을 놓고 주교와 갈등을 빚었다. 주교가 수감된 이후에 주교의 친족들이 반란을 일으키면서 크리스티안 1세는 스웨덴에서 추방당하고 만다. 스웨덴으로 귀환한 칼 8세는 약 6개월 동안 스웨덴의 왕위에 올랐지만 다시 추방당하고 만다. 1467년에는 스웨덴의 섭정을 역임하고 있던 에리크 악셀손 토트가 칼 8세를 지지하면서 3번째로 스웨덴의 왕위에 올랐다. 1470년 5월 14일 스톡홀름에 위치한 스톡홀름 성에서 사망했다.
칼 8세는 생전에 3명의 아내를 두었지만 슬하에 1명의 어린 아들만 낳았다. 스웨덴 정부는 칼 8세의 아들인 칼 칼손(Karl Karlsson)이 스웨덴의 왕위를 계승하는 것을 거부했고 칼 8세의 조카였던 스텐 스투레 덴 엘드레(Sten Sture den äldre, 연장자 스텐 스투레)를 섭정으로 임명했다.